# Свитсер (Индијана)
Свитсер (енгл. Sweetser) град је у америчкој савезној држави Индијана.

## Демографија
По попису из 2010. године број становника је 1.229, што је 323 (35,7%) становника више него 2000. године.
| Група             | 2000.       | 2010.         |
| Белци             | 874 (96,5%) | 1.146 (93,2%) |
| Афроамериканци    | 0 (0,0%)    | 5 (0,4%)      |
| Азијати           | 1 (0,1%)    | 4 (0,3%)      |
| Хиспаноамериканци | 19 (2,1%)   | 55 (4,5%)     |
| Укупно            | 906         | 1.229         |